# Вісньова-Гура
Вісньова-Гура (пол. Wiśniowa Góra) — село в Польщі, у гміні Андресполь Лодзький-Східного повіту Лодзинського воєводства.
Населення — 2305 осіб (2011).

## Демографія
Демографічна структура станом на 31 березня 2011 року:
|          | Загалом | Допрацездатний вік | Працездатний вік | Постпрацездатний вік |
| -------- | ------- | ------------------ | ---------------- | -------------------- |
| Чоловіки | 1095    | 201                | 782              | 112                  |
| Жінки    | 1210    | 214                | 712              | 284                  |
| Разом    | 2305    | 415                | 1494             | 396                  |